# Robert Robinson
Robert Robinson OM, PRS, PRSE (Derbyshire, 13 de setembro de 1886 — Great Missenden, 8 de fevereiro de 1975) foi um químico britânico.
Recebeu o Nobel de Química de 1947 devido à sua investigação sobre produtos vegetais de importância biológica, especialmente os alcalóides.
Propôs uma origem duplex para o petróleo. Concluiu que o petróleo pode ser uma substância primordial na qual bio-produtos foram posteriormente adicionados.
Foi homenageado com uma rua no bairro Jardim Boavista, na cidade de São Paulo, com o nome aportuguesado para Roberto Robinson.

## Pesquisa
Sua síntese da tropinona, um precursor da cocaína, em 1917 não foi apenas um grande passo na química dos alcalóides, mas também mostrou que as reações em tandem em uma síntese em um único recipiente são capazes de formar moléculas bicíclicas.
Ele inventou o símbolo do benzeno com um círculo no meio enquanto trabalhava na St Andrews University em 1923. Ele é conhecido por inventar o uso da seta curva para representar o movimento do elétron, e também é conhecido por descobrir as estruturas moleculares da morfina e da penicilina.
Em 1957, Robinson fundou a revista Tetrahedron com cinquenta outros editores da Pergamon Press.

## Publicações
- The Structural Relationship of Natural Products (1955)